# Tatsunoko Production
Tatsunoko Production Co., Ltd. (株式会社竜の子プロダクション ou 株式会社タツノコプロダクション, Kabushiki gaisha Tatsunoko Purodakushon) est un studio d'animation japonais, fondé en 1962 par Tatsuo Yoshida et ses frères Kenji et Toyoharu.
Spécialisé dans les séries télévisées, ce studio a produit de nombreux succès, tels que Time Bokan (ja), Gatchaman et Speed Racer.

## Histoire
Tatsuo Yoshida, alors jeune mangaka, décide de créer un studio d'animation avec son petit frère Kenji Yoshida, alors son manager. Tatsuo et Kenji convainquent leur troisième frère, Toyoharu Yoshida, mangaka également connu sous le nom de plume Ippei Kuri, de les rejoindre.
Le 19 octobre 1962, les frères Yoshida fondent le studio Tatsunoko Production et s'installent à Kokubunji, dans la banlieue de Tōkyō. Tatsuo prend la présidence du studio, Kenji s'occupe du management et Toyoharu est directeur exécutif.
Pour la réalisation de leur première production, les frères Yoshida demandent à l'un de leurs amis, Hiroshi Sasagawa de s'en charger. Ancien mangaka, Sasagawa a fait 3 mois de formation chez Toei Dōga, ce qui lui permet d'avoir une petite expérience dans l'animation; ce que les frères Yoshida n'ont pas.
C'est finalement en 1965 que sort la première production du studio, Space Ace, une série télé en noir et blanc de 52 épisodes diffusée sur Fuji TV. C'est Sasagawa qui est à la réalisation alors que Tatsuo s'occupe du scénario, Toyohara du Chara-design et Kenji de la production. Pour l'animation, le studio recrute notamment parmi les animateurs clé de Toei Dōga et de Mushi Production, les deux grands studios de l'époque. En tout, environ 60 personnes travaillent pour le studio lors de la production de Space Ace.
C'est en avril 1967 que sort Mach GoGoGo (aussi connu sous le nom de Speed Racer), la deuxième série du studio, inspirée d'un manga de Tatsuo publié en 1966. C'est avec cette série que le studio va véritablement connaître le succès et ce également aux États-Unis où la série sera diffusée dès 1968.
La fin des années 1960 et le début des années 1970 est une période faste pour le studio avec notamment la série Gatchaman qui sera même diffusée en France à la fin des années 1970 sur TF1 avec pour titre La Bataille des planètes. Le studio parvient à se hisser au rang des grands studios de l'époque comme Toei ou Mushi Pro mais se distingue par sa spécialisation dans la production de séries télé.
Le 5 septembre 1977, Tatsuo Yoshida meurt d'un cancer du foie à l'âge de 45 ans. C'est son frère Kenji qui le remplace au poste de président. De plus, le studio subit à la fin des années 1970 plusieurs départs de ses employés partis former d'autres studios comme Ashi Productions en 1975 ou Studio Pierrot en 1979.
Néanmoins, le studio connaît toujours le succès et collabore avec d'autres studios sur des projets comme Macross, Mospeada et Southern Cross. Mais à la fin des années 1980, dans un contexte de crise globale de l'animation, le studio est en proie à des difficultés financières. En 1987, Kenji Yoshida laisse sa place de président à son frère Toyohara. Une annexe du studio prend également son indépendance la même année et se renomme I.G Tatsunoko (le futur Production I.G).
En 1995, Kenji revient au poste de président et le reste encore pendant 10 ans. En 2005, lui et également son frère quittent le studio et laisse la présidence à Hiroki Narijima.
En juin 2005, Takara, entreprise japonaise spécialisé dans le jouet, prend part au capital de Tatsunoko et devient actionnaire majoritaire. Depuis l'absorption de Takara par Tomy, c'est cette dernière entreprise qui est la maison mère de Tatsunoko.

## Production[1]

### Série TV
- Space Ace (Uchuu Ace) (52 épisodes) (1965-1966)
- Speed Racer (Mach Go Go Go) (53 épisodes) (1967-1968)
- Oraa Guzura Dado (88 épisodes) (1967-1968)
- Dokachin (52 épisodes) (1968-1969)
- Kurenai Sanshiro (26 épisodes) (1969)
- Hakushon Daimaou (52 épisodes) (1969-1970)
- Le Petit Prince orphelin (91 épisodes) (1970-1971)
- Inakappe Taisho (104 épisodes) (1970-1972)
- Kabatotto (300 épisodes de 5 minutes) (1971-1972)^
- Ketsudan (26 épisodes) (1971)
- Pinocchio (Kashi no Ki Mokku) (52 épisodes) (1972)
- Gatchaman (105 épisodes) (1972-1974)
- Kaiketsu Tamagon (195 épisodes de 5 minutes) (1972-1973)
- Démétan, la petite grenouille (39 épisodes) (1973)[2]
- Shinzo Ningen Casshan (35 épisodes) (1973-1974)
- Shin Konchu Monogatari Minashigo Hutch (26 épisodes) (1974)
- Hariken Polymar (26 épisodes) (1974-1975)
- Tentou Mushi no Uta (104 épisodes) (1974-1976)
- Uchuu no Kishi Tekkaman (26 épisodes) (1975)
- Time Bokan (ja) (61 épisodes) (1975-1976)
- Gowapper 5 Godam (36 épisodes) (1976)
- Paul no Miracle Daisakusen (50 épisodes) (1976-1977)
- Yatterman (108 épisodes) (1977-1979)
- Ippatsu Kanta-kun (53 épisodes) (1977-1978)
- Fuusen Shoujo Tenpuru-chan (26 épisodes) (1977-1978)
- Tobidase! Machine Hiryuu (21 épisodes) (1977-1978)
- Gatchaman II (52 épisodes) (1978-1979)
- Zendaman (52 épisodes) (1979-1980)
- Toshi Gordian (73 épisodes) (1979-1981)
- Gatchaman F (48 épisodes) (1979-1980)
- Kaitō Lupin - 813 no Nazo (épisode spécial) (1979)
- Mori no Yoki na Kobitotachi: Berufi to Rirubitto (26 épisodes) (1980)
- Time Patrol Tai Otasukeman (53 épisodes) (1980-1981)
- Tondemo Senshi Muteking (56 épisodes) (1980-1981)
- Yattodetaman (52 épisodes) (1981-1982)
- Ougon Senshi Gold Lightan (52 épisodes) (1981-1982)
- Anime Oyako Gekijo (26 épisodes) (1981-1982)
- Dashu Kappei (65 épisodes) (1981-1982)
- Ippatsuman (58 épisodes) (1982-1983)
- Tondera House no Daiboken (52 épisodes) (1982-1983)
- Super Durand (Mirai Keisatsu Urashiman) (50 épisodes) (1983)
- Itadakiman (20 épisodes) (1983)
- Mospeada (25 épisodes) (1983-1984)
- Pasocon Travel Tanteidan (26 épisodes) (1983)
- Okawari Boy Starzan S (34 épisodes) (1984)
- Yoroshiku Mekadokku (30 épisodes) (1984-1985)
- Julie et Stéphane (Honoo no Alpen Rose: Judy & Randy) (1985-1986)
- Shouwa Aho Soushi: Akanuke Ichiban (22 épisodes) (1985-1986)
- Cynthia ou le Rythme de la vie (Hikari no Densetsu) (19 épisodes) (1986)
- Doteraman (20 épisodes) (1986-1987)
- Zillion (31 épisodes) (1987)
- Guzula (44 épisodes) (1987-1988)
- Shurato (36 épisodes) (1989-1990)
- Konchuu Monogatari: Minashigo Hutch (55 épisodes) (1989-1990)
- Samouraï Pizza Cats (Cats Toninden Teyande) (54 épisodes) (1990-1991)
- Les Aventures de Robin des Bois (Robin Hood no Daibōken) (39 épisodes) (1990-1991)
- Tekkaman Blade (49 épisodes) (1992-1993)
- La Légende de Blanche-Neige (Shirayuki Hime no Densetsu) (52 épisodes) (1994-1995)
- Dokkan! Robotendon (26 épisodes) (1995-1996)
- Cendrillon (26 épisodes) (1996)
- Speed Racer X (34 épisodes) (1997)
- Generator Gawl (12 épisodes) (1998)
- Seikimatsu Densetsu: Wonderful Tatsunoko Land (épisode spécial) (1999)
- Time Bokan 2000 : Kaitou Kiramekiman (26 épisodes) (2000)
- The SoulTaker (13 épisodes) (2001)
- Yobarete Tobidete Akubi-chan (13 épisodes) (2001-2002)
- Yatterman TV 2008 (62 épisodes) (janv 2008 - sept 2009)
- Beyblade: Metal Fusion (51 épisodes) (avr 2009 - mars 2010)
- C (avril 2011 - juin 2011)
- Sket Dance (77 épisodes) (avril 2011 - sept 2012)
- Pretty Rhythm: Aurora Dream (51 épisodes) (avril 2011 - mars 2012)
- Pretty Rhythm: Dear My Future (51 épisodes) (avril 2012 - mars 2013)
- Pretty Rhythm: Rainbow Live (51 épisodes) (avril 2013 - mars 2014)
- Gatchaman Crowds (12 épisodes) (juillet 2013 - septembre 2013)
- Ping-pong: The animation (11 épisodes) (avril 2014 - juin 2014)
- Yoru no Yatterman (12 épisodes) (janvier 2015 - mars 2015)
- Gatchaman Crowds insight (12 épisodes) (juillet 2015 - septembre 2015)

### OAV
- Zillion: Burning Night (1 OAV) (1988)
- Shurato remake (6 OAV) (1991)
- Casshan remake (4 OAV) (1993-1994)
- Time Bokan OAV (2 OAV) (1993-1994)
- Gatchaman remake (3 OAV) (1994-1995)
- Tekkaman Blade II (6 OAV) (1993-1994)
- Hariken Polymar remake (2 OAV) (1996-1997)
- Karas (6 OAV) (2005-2007)
- Princesse Résurrection (3 OAV) (2010-2011)
- Yozakura Quartet (3 OAV) (2010 - 2011)
- Kimi no iru machi (4 OAV) (2012 - 2014)

## Personnalités ayant travaillé chez Tatsunoko
- Tatsuo Yoshida : cofondateur, Concepteur original (Space Ace, Speed Racer, Time Bokan, Yattaman, Gatchaman, Casshan…)[3]
- Kenji Yoshida : cofondateur, producteur (Space Ace, Hikari no Densetsu, Tondera House no Daiboken…)[4]
- Ippei Kuri (Toyaharu Yoshida) : cofondateur, producteur (Gatchaman, Shinzo Ningen Casshan, Tekkaman Blade, Zillion)[5]
- Hiroshi Sasagawa : réalisateur (Space Ace, Speed Racer, Time Bokan, Zendaman, Dokkan! Robotendon, Cendrillon)[6]
- Jinzo Toriumi : scénariste (Space Ace, Gatchaman, Konchu Monogatari Minashigo Hutch, Kurenai Sanshiro, Time Bokan)[7]
- Hisayuki Toriumi : réalisateur (Gatchaman et ses suites)[8]
- Yoshitaka Amano : character design (Gatchaman, Speed Racer…)

## Studio formés par d'anciens employés de Tatsunoko
- Ashi Productions (1975)
- Studio Pierrot (1979)
- J.C. Staff (1986)
- Production I.G (1987)
- Radix (1995)
- TNK (1999)